# Twierdzenie Kołmogorowa o ciągłości procesów
Twierdzenie Kołmogorowa o ciągłości procesów – twierdzenie podające warunek wystarczający istnienia dla danego procesu stochastycznego jego tzw. ciągłej modyfikacji, to znaczy takiego procesu stochastycznego, którego wszystkie trajektorie są ciągłe oraz są prawie wszędzie równe odpowiednim trajektoriom wyjściowego procesu. Jednym z zastosowań twierdzenia Kołmogorowa o ciągłości procesów jest dowód istnienia procesu Wienera.

## Twierdzenie Kołmogorowa
Niech {\displaystyle X=(X_{t})_{t\geqslant 0}} będzie procesem stochastycznym na przestrzeni probabilistycznej {\displaystyle (\Omega ,{\mathcal {F}},{\mathsf {P}}).} Jeżeli dla każdej liczby {\displaystyle r>0} istnieją stałe {\displaystyle \alpha ,\beta ,C>0} takie, że
{\displaystyle {\mathsf {E}}{\big [}|X_{t}-X_{s}|^{\alpha }{\big ]}\leqslant C\cdot |t-s|^{1+\beta }}
dla wszystkich {\displaystyle 0\leqslant s,t\leqslant r,} to
- istnieje ciągła modyfikacja {\displaystyle {\tilde {X}}} procesu {\displaystyle X,}
- trajektorie procesu {\displaystyle {\tilde {X}}} spełniają warunek Höldera z wykładnikiem {\displaystyle \gamma } dla każdego {\displaystyle \gamma \in (0,\beta /\alpha ).}